# Хор (Хабаровский край)
Хор — рабочий посёлок в районе имени Лазо, Хабаровского края России. Административный центр Хорского городского поселения.
Население — 9835 чел. (2025).

## География
Расположен в южной части края на правом берегу реки Хор, в 12 км к юго-западу от административного центра района посёлка Переяславка, у автотрассы «Уссури».
Железнодорожная станция на линии Хабаровск — Владивосток.

Вокзал станции Хор

## История
До революции были лишь начальная школа и храм, освященный в честь святителя Николая, Мир Ликийских чудотворца.
Статус рабочего посёлка — с 26 октября 1938 года.

## Население
| 1926    | 1939    | 1959    | 1970    | 1979    | 1989    | 1992    |
| ------- | ------- | ------- | ------- | ------- | ------- | ------- |
| 283     | ↗6320   | ↗11 041 | ↗11 304 | ↗11 484 | ↗13 227 | ↗13 400 |
| 2000    | 2002    | 2009    | 2010    | 2011    | 2012    | 2013    |
| ↘12 800 | ↘11 850 | ↘11 233 | ↘10 346 | ↗10 349 | ↘10 145 | ↘10 090 |
| 2014    | 2015    | 2016    | 2017    | 2018    | 2019    | 2020    |
| ↘10 065 | ↘9920   | ↘9817   | ↘9545   | ↘9339   | ↘9046   | ↘8858   |
| 2021    | 2023    | 2024    | 2025    |         |         |         |
| ↗9952   | ↘9946   | ↘9934   | ↘9835   |         |         |         |

## Экономика

Хорская ТЭЦ

Посёлок Хор, памятник погибшим на фронте землякам.

Во времена Советского Союза в посёлке действовал деревообрабатывающий комбинат, биохимический, кирпичный и гидролизный заводы. В 2008 году строился, но так и не был сдан крупный деревообрабатывающий комплекс.